# Цзя Цинлинь
Цзя Цинли́нь (кит. трад. 賈慶林, упр. 贾庆林, пиньинь Jiǎ Qìnglín; род. 13 марта 1940 года, пров. Хэбэй) — китайский политический деятель, член Постоянного комитета Политбюро ЦК КПК (2002—2012), председатель Всекитайского комитета Народного политического консультативного совета Китая (2003—2013). В 1997—2002 гг. глава Пекинского горкома КПК, с 1996 по 1999 год мэр Пекина.
Член КПК с 1959 года. Член ЦК КПК 14—17-го созывов, член Политбюро ЦК КПК 15-го созыва, член Постоянного комитета Политбюро ЦК КПК 16—17-го созывов, председатель Всекитайского комитета Народного политического консультативного совета Китая 10-го и 11-го созывов.

## Биография
Родился в уезде Цзяохэ провинции Хэбэй — оккупированном тогда японцами.
В октябре 1962 года начал трудовую деятельность. Окончил электроэнергетический факультет Хэбэйского политехнического института (1962) по специальности «Конструкция и производство электродвигателей и электроприборов».
В 1956—1958 — учащийся Шицзячжуанского училища промышленного управления.
В 1958—1962 — студент электроэнергетического факультета Хэбэйского политехнического института.
В 1962—1969 — технический сотрудник Управления комплектного оборудования Первого министерства машиностроения и заместитель секретаря комсомольского комитета данного управления.
В 1969—1971 — трудился в школе кадров «7 мая» Первого министерства машиностроения в провинции Цзянси.
В 1971—1973 — технический сотрудник Центра по изучению политики при канцелярии Первого министерства машиностроения.
В 1973—1978 — руководитель Управления по контролю за продукцией Первого министерства машиностроения.
В 1978—1983 — генеральный директор Китайской компании по импорту и экспорту машинного оборудования.
В 1983—1985 — директор и секретарь парткома Тайюаньского завода тяжелого машиностроения провинции Шаньси.
В 1985—1986 — член Постоянного комитета и заместитель секретаря парткома провинции Фуцзянь.
В 1986—1988 — заместитель секретаря и по совместительству заведующий организационным отделом парткома провинции Фуцзянь.
В 1988—1990 — заместитель секретаря парткома провинции Фуцзянь, директор партийной школы при провинциальном комитете КПК и секретарь Рабочего комитета провинциальных учреждений.
В 1990—1991 — заместитель секретаря парткома провинции Фуцзянь, и. о. губернатора провинции Фуцзянь.
В 1991—1993 — заместитель секретаря парткома провинции Фуцзянь, губернатор провинции Фуцзянь.
В 1993—1994 — секретарь парткома и губернатор провинции Фуцзянь.
В 1994—1996 — секретарь парткома провинции Фуцзянь и председатель Постоянного комитета Собрания народных представителей провинции.
Возглавлял провинцию Фуцзянь в период одного из крупнейших в истории Китая скандалов со взяточничеством, так называемого дело Юаньхуа о контрабандном ввозе товаров на общую сумму 6 миллиардов долларов.
В 1996—1997 — заместитель секретаря городского комитета КПК Пекина, исполняющий обязанности мэра и мэр Пекина.
В 1997—1999 — член Политбюро ЦК КПК, секретарь городского комитета КПК Пекина, мэр Пекина.
В 1999—2002 — член Политбюро ЦК КПК, секретарь городского парткома Пекина.
С 2003 года председатель Всекитайского комитета Народного политического консультативного совета Китая 10-го созыва, в марте 2008 года переизбран председателем ВК НПКСК 11-го созыва.
Его указывали сторонником Цзян Цзэминя.
Цзя Цинлинь являлся самым пожилым членом Политбюро ЦК КПК 17-го созыва.
Во время инспекционной поездки в провинцию Гуандун в апреле 2008 года отмечал, что «ключевой задачей в дальнейшем развитии китайской экономики является изменение модели развития», что необходимо уделять пристальное внимание повышению инновационной способности, оптимизации производственной структуры, экономии энергоресурсов и сокращению вредных выбросов и охране окружающей среды.
Рассматривая демократию и сплочение как «два колеса повозки и два крыла птицы», Цзя Цинлинь поддерживает искреннюю дружбу со многими деятелями, не состоящими в рядах КПК, он «часто обсуждает с представителями религиозных кругов вопросы соответствия религии социализму».
Цзя Цинлинь и его супруга Линь Юфан — товарищи по институту, у них сын и дочь. В 1996 г. Линь вышла на пенсию.